# 翁久次郎
翁 久次郎（おきな きゅうじろう、1921年（大正10年）10月8日 - 1996年（平成8年）9月2日）は、日本の厚生官僚・実業家。内閣官房副長官。

## 経歴
富山県出身。富山高等学校を卒業。1946年、東京帝国大学法学部政治学科を卒業。1947年4月、文官高等試験行政科試験に合格。厚生省に入省し、医務局事務官となる。
以後、厚生省大臣官房人事課長、児童家庭局長、社会局長、社会保険庁長官などを経て、1977年8月23日に厚生事務次官。1978年12月から1982年11月まで、第1次大平内閣、第2次大平内閣、鈴木善幸内閣の内閣官房副長官（事務担当）を務めた。
以後、厚生年金基金連合会理事長、日本グラクソ会長、全国社会福祉協議会会長などを歴任した。
1994年、勲一等瑞宝章。

## 親族
- 次男 翁邦雄 - 日本銀行金融研究所長を経て京都大学公共政策大学院教授を務める[5]。
  - 義娘 翁百合 - 邦雄の夫。日本総合研究所理事長、政府税制調査会会長を務める[6]
- 叔父 翁久允 - 作家・ジャーナリスト[7]
- 義父 佐上信一 - 内務官僚。岡山県知事、長崎県知事、京都府知事、北海道庁長官などを務める。